# Behisatra
Behisatra is een plaats en commune in het zuiden van Madagaskar, behorend tot het district Beroroha, dat gelegen is in de regio Atsimo-Andrefana. Tijdens een volkstelling in 2001 telde de plaats 14.868 inwoners.
De plaats biedt enkel lager onderwijs en beperkt middelbaar onderwijs aan. 90% van de bevolking werkt als landbouwer en 7% houdt zich bezig met veeteelt. Het belangrijkste landbouwproduct is rijst; overige belangrijke producten zijn mais en maniok. Verder is 3% actief in de dienstensector.